# Julian Dennison
Julian Bailey Dennison (Naenae, 2002. október 26. –) új-zélandi színész.
A 2013-as Shopping című filmmel debütált, amelyért elnyerte az English Film and Television Award legjobb mellékszereplőnek járó díját. Ismert szerepei közé tartozik Ricky Baker a Vademberek hajszája (2016) című filmben, amely az új-zélandi filmtörténet legsikeresebb alkotása, Russell „Tűzököl” Collins a Deadpool 2. (2018) szuperhősfilmben, valamint Belsnickel a Karácsonyi krónikák: Második részben (2020). 2021-ben Josh Valentine-t alakította a Godzilla Kong ellen szörnyfilmben, valamint főszerepet kapott a Csetepaté (2023) című filmvígjátékban. Az Így neveld a sárkányodat (2025) élőszereplős remake-ben Halvért játszotta.

## Élete és pályafutása
2002. október 26-án született az új-zélandi Lower Huttban, négygyermekes család harmadik gyerekeként. Van egy ikertestvére, Christian. Julian maori származású, és a Ngāti Hauā iwi (törzs) tagja, amely a Tainui törzsi csoporthoz tartozik. Dennison édesanyja, Mabelle Dennison színésznő. A Naenae Általános Iskolába járt, ahol először vett részt meghallgatáson, majd 2013-ban megkapta első szerepét a Shopping című filmben. Ezt követően szerepet kapott az ausztrál Paper Planes (2015) című filmben. Később az Upper Huttban található Hutt International Boys' Schoolba járt. 
Folytatta a színészkedést, és szerepet kapott az új-zélandi Közlekedési Ügynökség egyik reklámjában, amely a kábítószer hatása alatti vezetés ellen kampányolt. A közszolgálati hirdetés, amely Új-Zélandon és Ausztráliában is internetes szenzációvá vált, Taika Waititi rendezésében készült, aki később meghívta a Vademberek hajszája című filmjébe meghallgatás nélkül. A film Új-Zéland addigi legnagyobb bevételű alkotása lett, és a kritikusok is elismerték.
Dennison alakította Russell Collins / Tűzököl karakterét a 2018-as Deadpool 2-ben. A szerepet a Vademberek hajszájában nyújtott alakítása miatt kapta meg, valamint Waititi barátsága révén a Deadpool alkotóival. 2020-ban szerepelt a Karácsonyi krónikák: Második részében, ahol Belsnickelt formálta meg, és az elf változatának is ő adta a hangját. 2021-ben jelentős mellékszerepet kapott a Godzilla Kong ellen című szörnyfilm-folytatásban. 2023-ban szerepet kapott az A24 Y2K című filmjében.
2023-ban a főszereplő Josh Waakát játszotta a Csetepaté című filmben. A The Age méltatta alakítását „figyelemreméltó visszafogottságáért”. A The Postnak adott interjúban elmondta, hogy a Csetepaté főszerepe volt az, amikor „úgy éreztem, kezdem megtalálni a hangomat”. 2024 januárjában bejelentették, hogy ő alakítja Halvért az Így neveld a sárkányodat élőszereplős feldolgozásában.

## Filmográfia

### Film
| Év   | Magyar cím                        | Eredeti cím                | Szerep                    | Magyar hang          |
| ---- | --------------------------------- | -------------------------- | ------------------------- | -------------------- |
| 2013 |                                   | Shopping                   | Solomon                   |                      |
| 2015 |                                   | Paper Planes               | Kevin                     |                      |
| 2016 | Vademberek hajszája               | Hunt for the Wilderpeople  | Ricky Baker               | Nagy Gereben         |
| 2016 | Szerelem és időutazás             | Chronesthesia              | Beni                      |                      |
| 2018 | Deadpool 2.                       | Deadpool 2                 | Russell Collins / Tűzököl | Tóth Márk            |
| 2020 | Karácsonyi krónikák: Második rész | The Christmas Chronicles 2 | Belsnickel                | Czető Ádám           |
| 2021 | Godzilla Kong ellen               | Godzilla vs. Kong          | Josh Valentine            | Nagy Gereben         |
| 2023 | Csetepaté                         | Uproar                     | Josh Waaka                |                      |
| 2024 | Y2K                               | Y2K                        | Danny                     | Nagy Gereben         |
| 2025 | Így neveld a sárkányodat          | How to Train Your Dragon   | Halvér                    | Papp-Horváth Levente |

### Televízió
| Év    | Magyar cím                | Eredeti cím              | Szerep          | Megjegyzés                                 |
| ----- | ------------------------- | ------------------------ | --------------- | ------------------------------------------ |
| 2016  |                           | Funny Girls              | Önmaga          |                                            |
| 2019– |                           | The Strange Chores       | Pierce (hangja) | 1 évad                                     |
| 2024  | Star Wars: A Rossz Osztag | Star Wars: The Bad Batch | Deke / Stak     | - 1 epizód - magyar hangja: - Nagy Gereben |